# Сахарский Атлас
Саха́рский Атла́с (араб. الأطلس الصحراوي‎) или Большо́й Атла́с — система горных хребтов в Алжире и Марокко, самая восточная часть Атласских гор. Высоты 1200—1500 м, наивысшая точка — гора Айса (2236 м). Тянется от границы Алжира и Марокко на западе, где соединяется с Высоким Атласом, до северо-восточной части Алжира, где, встречаясь с Тель-Атласом, образует горы Орес.
Сахарский Атлас состоит из нескольких более мелких хребтов — Амур, Ксур и Улед-Наиль. В сезон дождей с хребтов стекают вади, такие как Шелифф и Джеди, которая питает озеро Мельгир. В рельефе преобладают столовые вершины, часто встречаются выходы соленосных пород. Ландшафты полупустынные, в верхней части гор произрастают редколесья из каменного дуба, алеппской сосны, сандарака, можжевельника.
Сахарский Атлас отмечает северный край пустыни Сахара — к югу от него располагается пустыня Большой Западный Эрг. Осадки, выпадающие в районе хребта делают его более подходящим для ведения сельского хозяйства, чем район плато к северу. Населён берберами.